# Europameisterschaften der Schüler und Schülerinnen im Boxen
Die Europameisterschaften der Schüler und Schülerinnen im Boxen (offiziell: EUBC Schoolboys & Schoolgirls European Boxing Championships) werden seit 2003 jährlich vom europäischen Boxverband EUBC veranstaltet. Teilnahmeberechtigt sind Boxer und Boxerinnen im Alter von 13 und 14 Jahren, wobei eine Teilnahme der Mädchen erst seit 2018 möglich ist. Es handelt sich um die frühestmögliche Teilnahme an den vom EUBC veranstalteten Wettkämpfen. 
Die Kämpfe dauern jeweils dreimal eineinhalb Minuten, mit einer Minute Pause zwischen den Runden. Die Anzahl der Gewichtsklassen variierte im Laufe der Zeit zwischen 13 und 20. 2021 nahmen 180 Boxer in 15 Gewichtsklassen und 78 Boxerinnen in 13 Gewichtsklassen teil.

## Wettkämpfe
| Nr. | Jahr | Ort        | Land                    | Artikel |
| --- | ---- | ---------- | ----------------------- | ------- |
| 1   | 2003 | Rom        | Italien                 | Details |
| 2   | 2004 | Siófok     | Ungarn                  | Details |
| 3   | 2005 | Twer       | Russland                | Details |
| 4   | 2006 | Mykolajiw  | Ukraine                 | Details |
| 5   | 2007 | Portsmouth | England                 | Details |
| 6   | 2008 | Novi Sad   | Serbien                 | Details |
| 7   | 2009 | Anapa      | Russland                | Details |
| 8   | 2010 | Jambol     | Bulgarien               | Details |
| 9   | 2011 | Grosny     | Russland                | Details |
| 10  | 2012 | Anapa      | Russland                | Details |
| 11  | 2013 | Dublin     | Irland                  | Details |
| 12  | 2014 | Keszthely  | Ungarn                  | Details |
| 13  | 2015 | Anapa      | Russland                | Details |
| 14  | 2016 | Zagreb     | Kroatien                | Details |
| 15  | 2017 | Vâlcea     | Rumänien                | Details |
| 16  | 2018 | Albena     | Bulgarien               | Details |
| 17  | 2019 | Tiflis     | Georgien                | Details |
| 18  | 2021 | Sarajevo   | Bosnien und Herzegowina | Details |
| 19  | 2022 | Erzurum    | Türkei                  | Details |
| 20  | 2023 | Maribor    | Slowenien               | Details |
| 21  | 2024 | Banja Luka | Bosnien und Herzegowina | Details |

## Bekannte Teilnehmer
Zu den bekanntesten Teilnehmern der Schüler-EM, welche später Profiweltmeister werden konnten, zählen:
- Carl Frampton (2003)
- Amir Khan (2003)
- Alexander Besputin (2004)
- Dmitri Biwol (2004)
- Radschab Butajew (2007)
- Charlie Edwards (2007)